# Cyclophora fasciata
Cyclophora fasciata är en fjärilsart som beskrevs av Barend J. Lempke 1949. Cyclophora fasciata ingår i släktet Cyclophora och familjen mätare. Inga underarter finns listade i Catalogue of Life.